# Merca
Merca (tiếng Somalia: Marka, Maay: Marky, tiếng Ả Rập: مركة) là một thành phố cảng lịch sử ở phía nam tỉnh Lower Shebelle của Somalia. Nó nằm cách thủ đô Mogadishu của quốc gia khoảng 109 km (68 mi) về phía tây nam. Merca là lãnh thổ quê hương truyền thống của gia tộc Bimal và là trung tâm của Cuộc nổi dậy Bimal hay Cuộc nổi dậy Merka.

## Lịch sử

### Thời cổ đại
Thành phố Essina được cho là bang tiền thân của Merca. Nó từng là một quốc gia Proto-Somali cổ đại. Nó được đề cập trong "Periplus of the Erythraean Sea", một tài liệu du lịch của Hy Lạp có niên đại từ thế kỷ thứ nhất sau Công nguyên, là một trong một loạt các cảng thương mại trên duyên hải Somali. Theo Periplus, thương mại hàng hải đã kết nối các dân tộc ở khu vực Merca với các cộng đồng khác dọc theo bờ biển Somali.

### Thời trung cổ

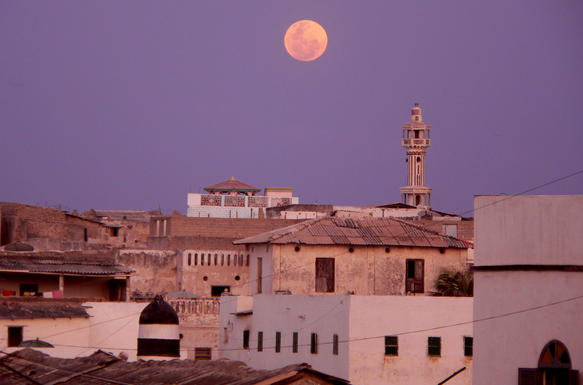
Minaret and moonrise in Merca

Theo tác giả thế kỷ 12 Al-Idrisi, Hawiye đã chiếm giữ các khu vực ven biển giữa Ras Hafun và Merca, cũng như lưu vực hạ lưu của hạ lưu sông Shabelle. Việc Al-Idrisi đề cập đến Hawiye là tài liệu đầu tiên đề cập đến một nhóm người Somali cụ thể ở Horn. Các nhà văn Ả Rập  sau này cũng đề cập đến gia tộc Hawiye liên quan đến cả Merca và thung lũng Shabelle thấp hơn. Chẳng hạn, Ibn Sa'id (1214–1274) coi Merca là thủ đô của Hawiye, những người sống ở 50 ngôi làng bên bờ sông mà ông gọi là sông Nile của Mogadishu, một ám chỉ rõ ràng về sông Shabelle. Yaqut al-Hamawi, một nhà địa lý Ả Rập khác ở thế kỷ 13 cũng đề cập đến Merca, mà ông nói thuộc về người Berber da đen được coi là tổ tiên của người Somalia hiện đại.
Trong thời Trung cổ, khu vực này là một trong những trung tâm hành chính nổi bật của Vương quốc Hồi giáo Ajuran. Chính thể này đã thành lập một trong những vương quốc lớn nhất ở vùng Horn. Nhiều ngôi mộ cột khác nhau tồn tại trong khu vực, theo truyền thống địa phương được xây dựng vào thế kỷ 15, khi các naa'ib của Vương quốc Hồi giáo cai trị quận. Theo Ibn Sa'id vào thế kỷ thứ mười ba đã mô tả Merca gần đó là một trong ba thành phố quan trọng nhất trên bờ biển Đông Phi cùng với Mogadishu và Barawa, tất cả đều đóng vai trò là trung tâm thương mại và Hồi giáo của Ấn Độ Dương.
Sau sự suy tàn của Vương quốc Hồi giáo Ajuran. Ở vùng lân cận Merca, một nhóm bí ẩn được gọi là El Amir xuất hiện từ năm 1650 đến 1700. Theo một tài khoản do Guillain thu thập vào năm 1847, một thủ lĩnh được gọi là Amir, được cho là có nguồn gốc từ Abgaal, đã thành lập một nhóm sau hoặc " tộc" đã xâm chiếm lãnh thổ Merca và trục xuất tộc Ajuran. El Amir đã cai trị trong ba mươi bốn năm cho đến khi Biimaal trục xuất họ và chiếm đóng hoàn toàn Merca.

### Hiện đại sớm
Một trong những vương quốc hùng mạnh nhất đã xuất hiện từ Nam Somalia được gọi là Vương quốc Hồi giáo Geledi có trung tâm ở Afgooye vào cuối thế kỷ 17. Nó hợp nhất lãnh thổ Merca vào vương quốc của mình cho đến khi Bimaal nổi dậy vào giữa những năm 1800 để giành độc lập. Vương quốc Hồi giáo Geledi đã nhiều lần cố gắng tấn công và tiêu diệt gia tộc Bimaal để cố gắng chiếm lại thành phố ven biển Merca. Nhưng Bimal of Merca đã 2 lần đánh bại Vương quốc Hồi giáo Geledi. Năm 1843 Yusuf Mahamud, Quốc vương của Geledi, thề sẽ tiêu diệt Bimaal một lần và mãi mãi và huy động quân đội Geledi. Năm 1848, quốc vương của Geledi, Yusuf Mahamud bị giết tại Adaddey Suleyman, một ngôi làng gần Merca, trong trận chiến giữa Vương quốc Hồi giáo Bimaal và Geledi. Con trai của ông là Sultan Ahmed Yusuf đã cố gắng trả thù nhưng cũng bị Bimal giết vào năm 1878 tại Agaaran, gần Marka. Điều này gây ra sự suy giảm liên tục trong Vương quốc Hồi giáo Geledi.

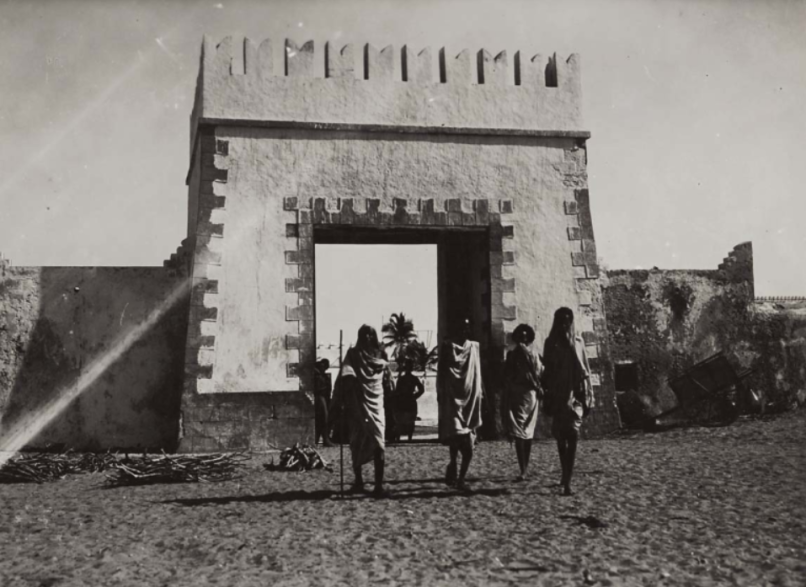
Các bức tường của Merca được chụp vào năm 1928 thành trì truyền thống của Bimaal

#### Cuộc nổi dậy của hai nước
Cuộc nổi dậy Bimal, kháng chiến Bimal, hay kháng chiến Banadir là một cuộc chiến tranh du kích chống lại Somaliland của Ý ở miền nam Somalia. Nó đã xảy ra từ những năm 1896 đến 1926 và phần lớn tập trung ở Lower Shebelle, Banadir và Middle Shebelle. Cuộc chiến xoay quanh Merka và Danane.
Nó được so sánh với cuộc chiến của Mad Mullah ở miền bắc Somalia. Được đặt theo tên của tộc Bimal vì họ là thành phần chính trong cuộc kháng chiến.

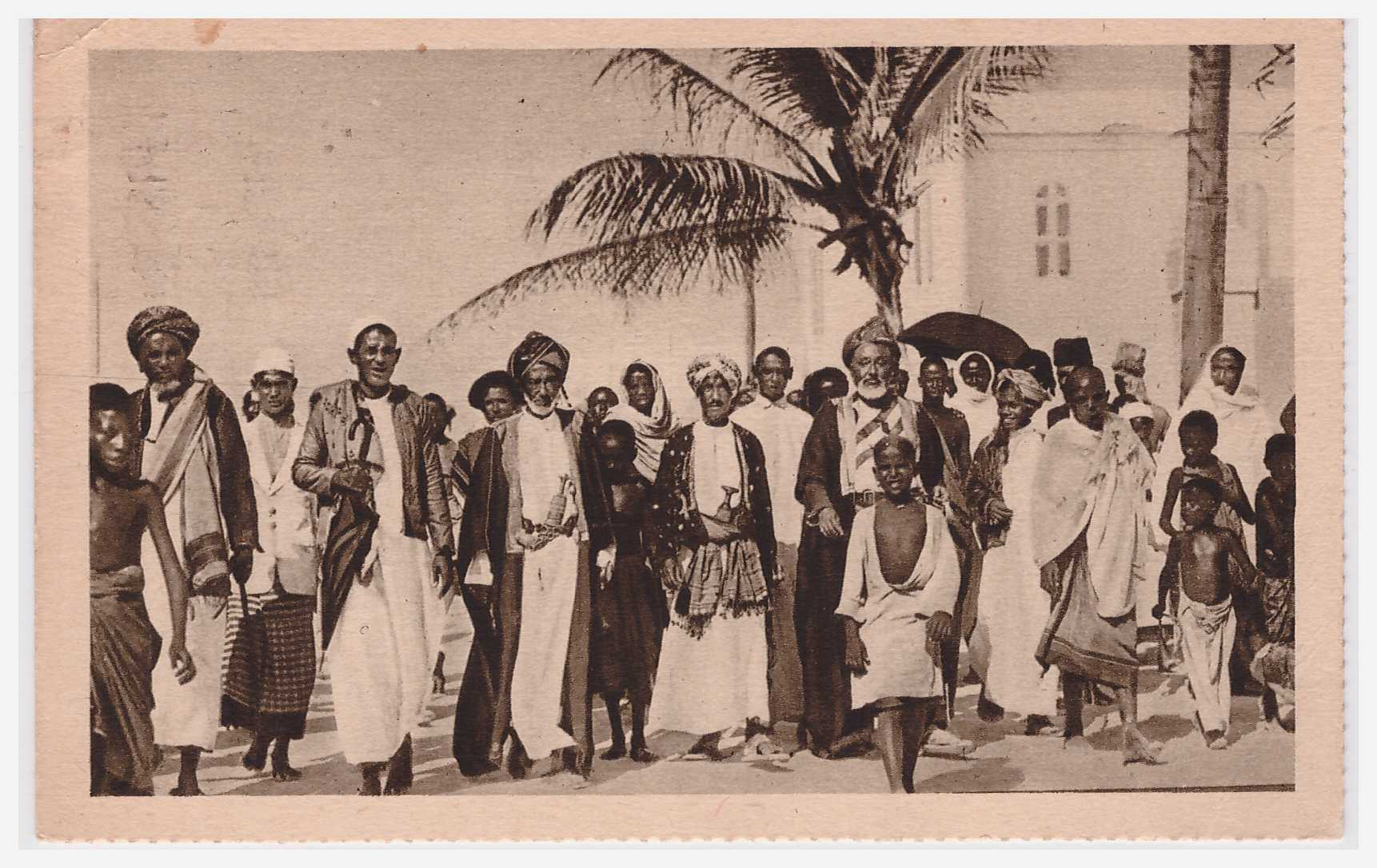
Những người lớn tuổi đáng chú ý và Quốc vương thuộc bộ tộc Bimal ở Merca

#### Thời kỳ hiện đại
Vào những năm 1930, một nhóm người Somalia gốc Ý đã thành lập nơi cư trú tại Merca. Cảng Merca là cảng lâu đời nhất ở Somalia thuộc Ý và được đặt biệt danh là "cảng chuối" do vị thế là nhà xuất khẩu chuối chính từ Somalia sang châu Âu. Tại thành phố Merca đã có một sự phát triển kinh tế to lớn vào những năm 1930, chủ yếu là do thương mại đang phát triển của cảng Merca được kết nối bằng đường sắt nhỏ đến khu vực trang trại của Genale.
Merca đã bị lực lượng chính phủ bỏ rơi và bị Al-Shabaab chiếm giữ vào tháng 2 năm 2016. Nó đã được Quân đội Quốc gia Somali cùng với quân đội Liên minh Châu Phi chiếm lại vài ngày sau đó. Một trận chiến nhỏ đã diễn ra trong đó một người lính Somali, một số chiến binh và 4 thường dân thiệt mạng.
Vào ngày 27 tháng 7 năm 2022, một kẻ đánh bom liều chết Al-Shabaab đã giết chết thị trưởng Abdullahi Ali Ahmed Waafow và 20 người khác khi Waafow đang phát biểu.

## Dân số
Theo UNDP năm 2005 Merca có dân số khoảng 63.900 người. nó chủ yếu là nơi sinh sống của người Somalia từ tiểu tộc Bimaal của Dir.

## Vận chuyển
Merca có một cảng biển cấp cầu cảng, Cảng Merca.
Sân bay gần thành phố nhất là Sân bay K50 ở tỉnh Lower Shebelle.

## Những người đáng chú ý
- Asha Jama, nhà hoạt động xã hội, cựu phóng viên truyền hình và nhà báo. Sheikh Abibakar Gafle, được mô tả là một trong những thủ lĩnh kháng chiến nổi tiếng nhất ở Nam Somalia và từ Merca.  Ali Maow Maalin, người cuối cùng được biết là đã bị nhiễm bệnh đậu mùa Variola Abdullahi Ali Ahmed Waafow, cựu thị trưởng Merca và Nghị sĩ